# نيزومي كوزو

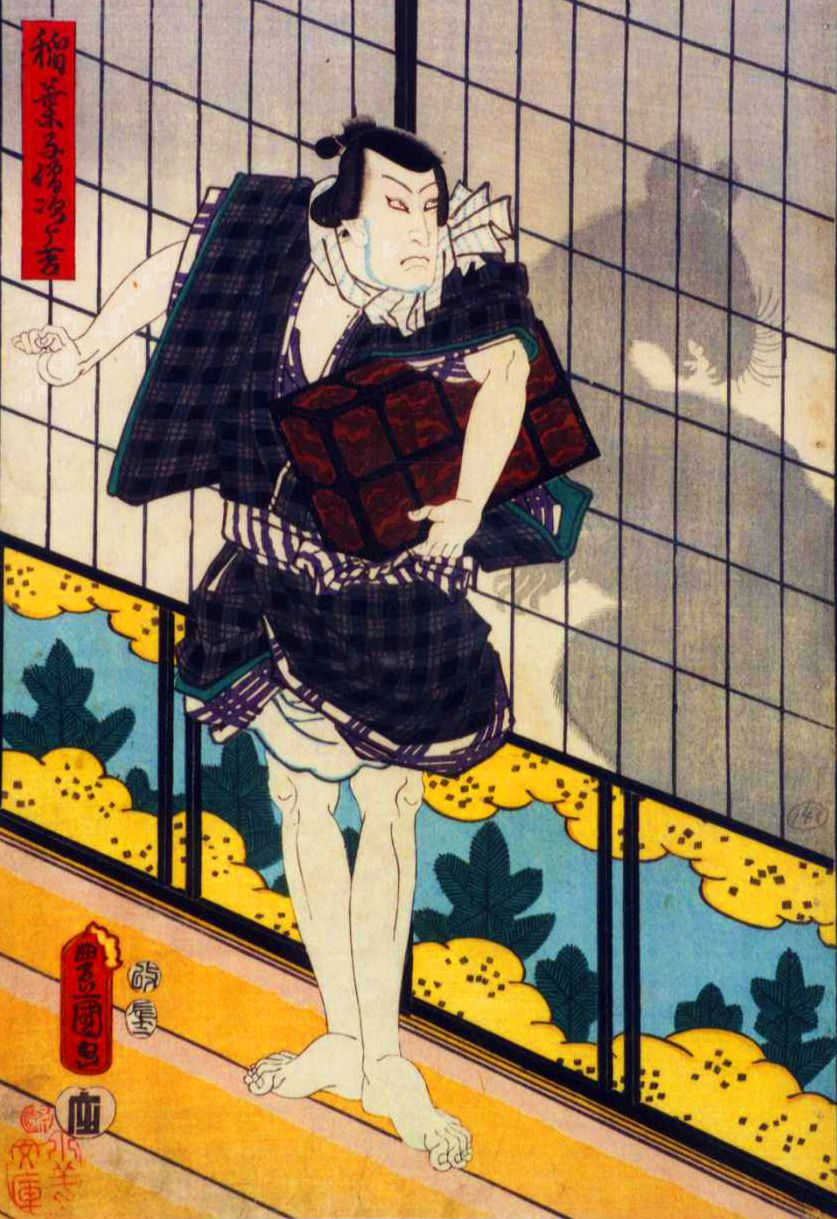
كودانجي إيشيكاوا الرابع في دور نيزومي-كوزو جيروكيتشي

نيزومي كوزو (باليابانية: 鼠小僧) هو لقب لناكامورا جيروكيتشي (1797-1831)، وهو لص ياباني وبطل شعبي عاش في إيدو (طوكيو حاليًا) خلال فترة إيدو.
لقب جيروكيتشي نيزومي كوزو يعني تقريبا «طفل الفئران». وكلمة نيزومي تعني «الجرذ» أو «الفأر» وكوزو تترجم إلى «طفل، شقي أو مئزر». ومصطلح كوزو هو كلمة ازدرائية إلى حد ما لأي شاب ذكر.